# Dženan Lončarević

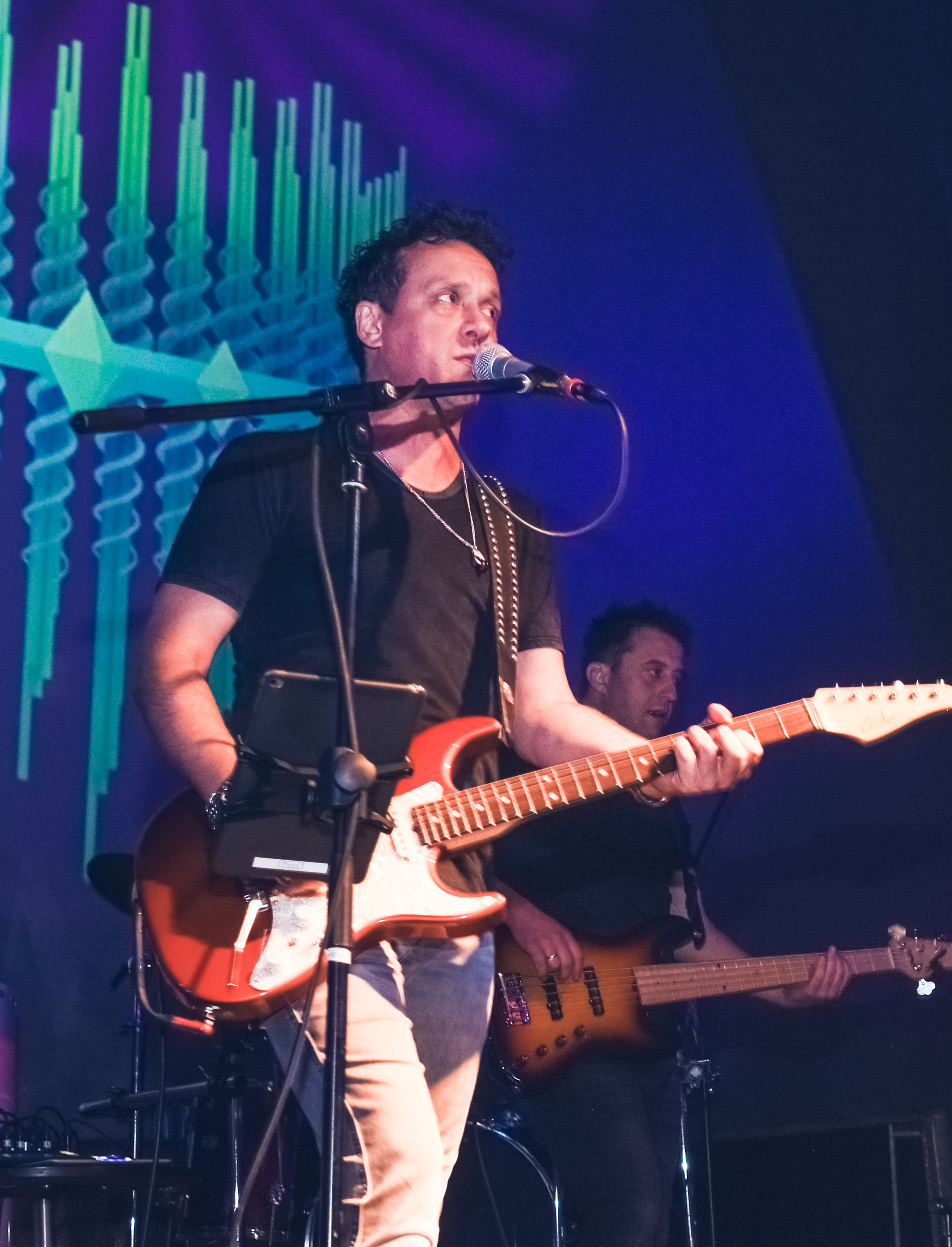
Lončarević im Jahr 2019

Dženan Lončarević (* 10. April 1975 in Prijepolje, SR Serbien, Sozialistische Föderative Republik Jugoslawien) ist ein serbischer Pop-Sänger. 2019 belegte er beim serbischen Vorentscheid für den Eurovision Song Contest den 2. Platz. Seine Lieder, welche größtenteils Balladen sind, beinhalten sehr häufig Elemente der Gitarre. In einigen Songs vermischt er Pop-Musik mit Rock und jugoslawischem Turbo-Folk.

## Frühe Kindheit
Dženan Lončarević kam in der südserbischen Kleinstadt Prijepolje im Sandžak zur Welt, wo er auch seine schulische Laufbahn anfing und beendete. Außerdem schloss er in seiner Jugend eine Musikschule ab.
Er ist ethnischer Bosniake.

## Jugend und Anfänge der musikalischen Laufbahn
Um eine musikalische Laufbahn zu beginnen, zog er von seiner ländlichen Heimatstadt in die serbische Hauptstadt Belgrad, wo er anfing gelegentlich in kleinen Bars Live-Musik zu spielen. Zu dieser Zeit hatten viele Besucher Gefallen an seiner Musik gefunden und zahlreiche Videoaufnahmen verbreiteten sich unter der Bevölkerung, die ihn zunehmend populärer machten.

## Karriere

### Erstes AlbumNikome ni reč2007
Sein erstes professionelles Album Nikome ni reč veröffentlichte Lončarević 2007. Das Album und der gleichnamige Song wurden ein großer Erfolg und machten ihn auf dem gesamten Westbalkan berühmt. In einigen Interviews verrät er, dass dieses Lied seine Karriere am meisten geprägt hat.

### 2009–2011:Dobro je toundZdravo dušo
An seinem zweiten Album arbeitete er zwei Jahre lang. Das Album erschien unter dem Namen Dobro je to (Das ist gut so) im Jahr 2009. Das Lied Ludujem aus diesem Album gehört bis heute zu seinen erfolgreichsten Songs. Auch sein drittes Album Zdravo dušo, welches 2011 erschien, wurde ein großer Erfolg.

### 2013–2015:No. 4undDva su koraka
Nach einer zweijährigen Pause erschien 2013 sein viertes Album mit dem Namen No. 4. Sein fünftes Album Dva su koraka (Es sind zwei Schritte) folgte. Es enthält 14 Lieder.

### Erfolgreiche Duette
2010 veröffentlichte er mit dem ebenfalls bekannten Sänger Aco Pejović das Duett Uspomene. Noch im selben Jahr erschien das Duett Ima tuga ime, ulicu i broj (Die Trauer hat einen Namen und eine Adresse) mit der Sängerin Indira Radić.
Weiterhin erschienen zahlreiche Solo-Singles wie Odavde do neba (2017) oder Pijes sine (2018).
Zu seinen bekanntesten Songs gehören Nikome ni rec (2007), Ludujem (2009), Cvete Beli (2012) und Odavde do neba, welcher 2017 erschien.

### Beovizija 2019 (Vorentscheid zum Eurovision Song Contest)
Am 4. März 2019 belegte er mit dem Lied Nema suza den zweiten Platz des serbischen Vorentscheids für den Eurovision Song Contest.

## Privates
Dženan Lončarević ist verheiratet und hat eine Tochter. Er lebt und arbeitet in Serbien.

## Diskografie

### Alben
- 2007: Nikome ni reč
- 2009: Dobro je to
- 2011: Zdravo Dušo
- 2013: No 4
- 2015: Dva su koraka

### Singles (Auswahl)
- 2007: Nikome ni reč
- 2009: Ludujem
- 2009: Dobro je to
- 2011: Putnička
- 2011: Loša
- 2012: Cvete Beli
- 2013: Vjerujem U Nas
- 2015: Kazino
- 2015: Dao Sam Ti Srce
- 2015: Pamuk Usne
- 2015: Laufer
- 2018: Sinovi Tame (mit Tropico Band)
- 2019: Pijes sine
- 2023: Ona Koje Nema (mit Dado Polumenta)

| Personendaten    | Personendaten                  |
| ---------------- | ------------------------------ |
| NAME             | Lončarević, Dženan             |
| KURZBESCHREIBUNG | serbisch-bosnischer Pop-Sänger |
| GEBURTSDATUM     | 10. April 1975                 |
| GEBURTSORT       | Prijepolje                     |